# Homalenotus oraniense
Homalenotus oraniense is een hooiwagen uit de familie Sclerosomatidae.